# Cora xanthostoma
Cora xanthostoma är en trollsländeart som beskrevs av Friedrich Ris 1918. Cora xanthostoma ingår i släktet Cora och familjen Polythoridae. Inga underarter finns listade i Catalogue of Life.